# 莱卡巴讷 (阿列日省)
莱卡巴讷（法語：Les Cabannes，法語發音：[le kaban]）是法国阿列日省的一个市镇，位于该省中南部，属于富瓦区。

## 地理
莱卡巴讷（42°47'8"N, 1°41'14"E）面积0.87 平方千米，位于法国奧克西塔尼大區阿列日省，该省份为法国西南部内陆省份，西部和北部与上加龙省接壤，东临奥德省，东南至东比利牛斯省接壤，南与安道尔和西班牙接壤。
与莱卡巴讷接壤的市镇（或旧市镇、城区）包括：阿尔比耶斯、凡尔登堡、佩什、凡尔登。

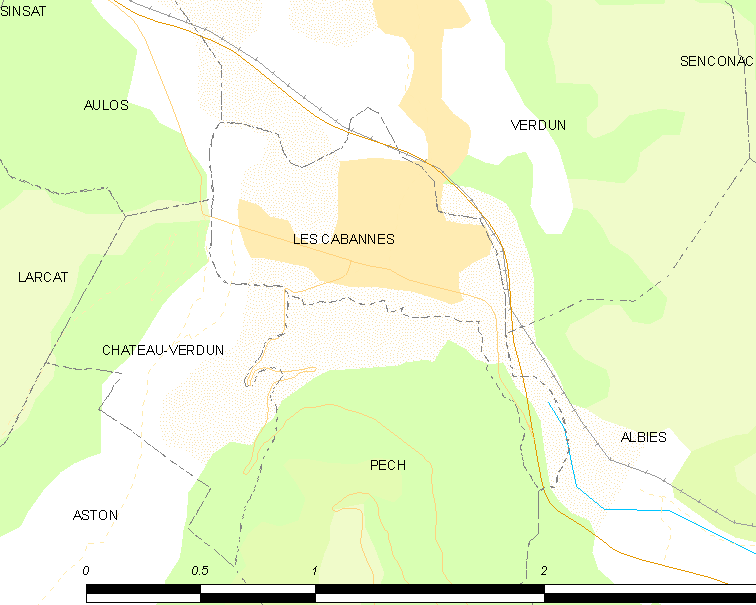
的OSM定位图

莱卡巴讷的时区为UTC+01:00、UTC+02:00（夏令时）。

## 行政
莱卡巴讷的邮政编码为09310，INSEE市镇编码为09070。

## 政治
莱卡巴讷所属的省级选区为上阿列日县。

## 人口

1962-2008年间人口变化图示

莱卡巴讷于2022年1月1日时的人口数量为330人。